# جوناثان هيس
جوناثان هيس (بالإنجليزية: Jonny Hayes)‏، من مواليد 9 يوليو 1987 في دبلن في إيرلندا، لاعب كرة قدم إيرلندي.
بدأ مسيرته الكروية مع نادي ريدينغ الإنجليزي في عام 2004، وفي عام 2006 أعير إلى نادي فوريست غرين روفرز، ولعب معهم 4 مباريات وسجل هدف واحد، وفي عام 2006 أعير إلى نادي تشيسترفيلد، وفي عام 2007 أعير إلى نادي مك دونز، ولعب معهم 11 مباراة.

## مسيرته الكروية
لعب جوناثان هيس خلال مسيرته الاحترافية مع 9 أندية في سبعة عشر موسمًا وسجل خلالها 49 هدفًا ضمن 334 مباراة. حيث فاز في موسم واحد بالكأس وفي ثلاثة مواسم بالدوري.
خاض جوناثان هيس مسيرته مع نادي فوريست غرين في موسم 2005–06 لمدة موسم واحد، مشاركًا في 4 مباريات سجل خلالها هدفًا واحدًا. ثم انتقل إلى نادي ميلتون كينز دونز في موسم 2006–07 لمدة موسم واحد، حيث شارك في 11 مباراة ولم يسجل أي هدف. لينتقل بعدها إلى نادي نورثامبتون تاون في موسم 2007–08 لمدة موسم واحد، مشاركًا في 11 مباراة ولم يسجل أي هدف أيضًا. ثم انتقل إلى نادي تشيلتنهام تاون لكرة القدم في موسم 2008–09 لمدة موسم واحد، مشاركًا في 6 مباريات ولم يسجل أي هدف أيضًا. هذا وانتقل لاحقًا إلى منتخب اسكتلندا الثانوي لكرة القدم ‏ في موسم 2009–10 واستمر معه طيلة ثلاثة مواسم، مشاركًا في 85 مباراة سجل خلالها 23 هدفًا. ثم انتقل بعدها إلى نادي أبردين في موسم 2012–13 ليلعب معه خمسة مواسم، مشاركًا في 165 مباراة سجل خلالها 23 هدفًا أيضًا. ليعود وينتقل من جديد، لكن هذه المرة إلى نادي سلتيك في موسم 2017–18 واستمر معه طيلة ثلاثة مواسم، مشاركًا في 45 مباراة سجل خلالها هدفين.

## روابط خارجية
- جوناثان هيس على موقع الاتحاد الأوربي (الإنجليزية)
- جوناثان هيس على موقع قاعدة بيانات كرة القدم.إي يو (الإنجليزية)
- جوناثان هيس على موقع ناشيونال فوتبول تيمز (الإنجليزية)
- جوناثان هيس على موقع Soccerbase.com (لاعب) (الإنجليزية)
- جوناثان هيس على موقع Soccerway.com (الإنجليزية)
- جوناثان هيس على موقع كووورة
- جوناثان هيس على موقع AS.com (الإسبانية)